# Haindling (группа)

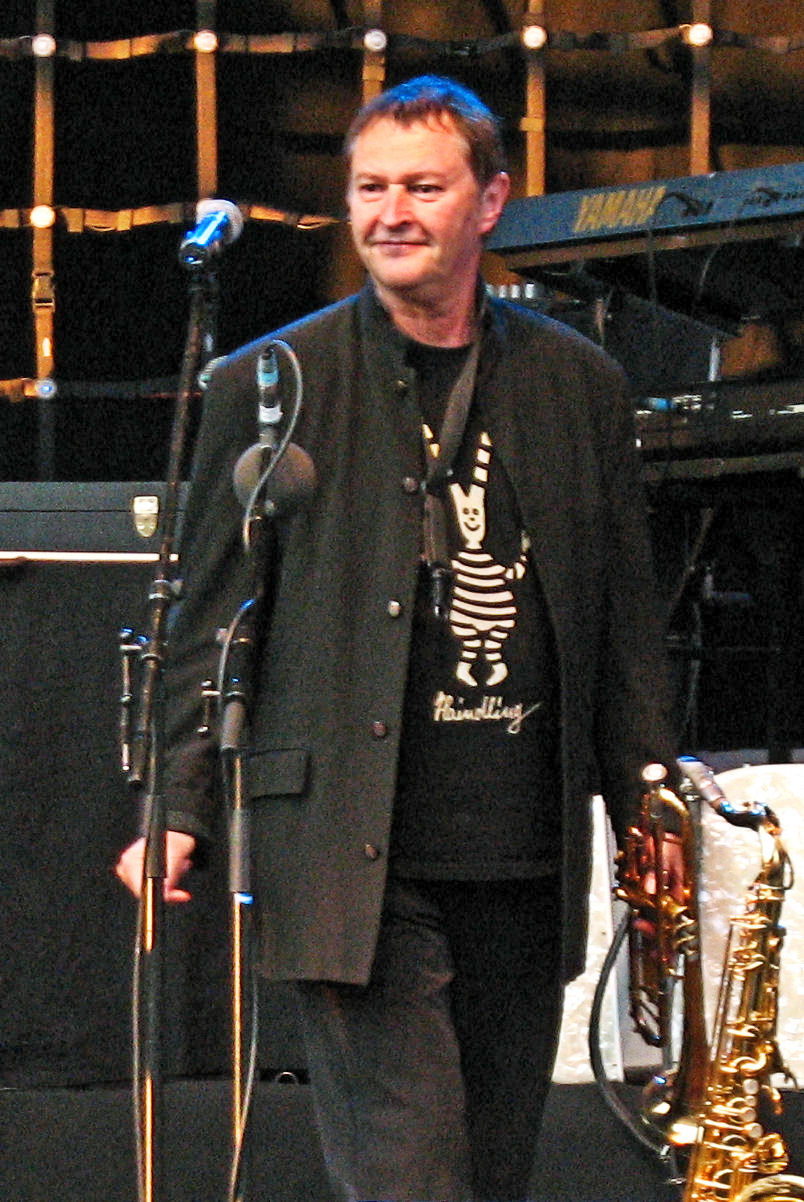
Ганс-Юрген Бухнер (2008).

Haindling (группа) — немецкая музыкальная группа, основанная в 1982 году, и исполняющая поп-музыку с сильным влиянием джаза и баварской народной музыки. Название коллектива происходит от названия местечка, расположенного неподалёку от Гейзельгёринга в Нижней Баварии. Большинство песен исполняется на баварском наречии.

## История
Создателем, бессменным руководителем и фронтменом группы является мультиинструменталист Ганс-Юрген Бухнер. По словам самого Бухнера, с помощью своих песен он стремится сохранить от забвения баварские диалекты, находящиеся на грани вымирания.
Началось всё с того, что Бухнер, гончар по профессии (это обстоятельство любят обыгрывать в своих публикациях немецкие музыкальные журналы, называя его „Ton-Künstler“, что намекает на двойное значение слова „Ton“ - глина, звук; „Künstler“ - артист), неудовлетворённый музыкой, которую ему приходилось слушать во время работы, начал сочинять собственную музыку. Первые музыкальные выступления Бухнера, во время которых он совместно со своей женой исполнял собственные сочинения, относятся к 1980 году.
Первые успехи, а также случайное знакомство с певцом Кевином Койном, которое привело Бухнера к контракту на запись первой пластинки на фирме Polydor, выпущенной в 1982 году, заставили Бухнера изменить своё первоначальное намерение "заниматься музыкой для себя". После того, как композиции с первой пластинки начали регулярно звучать на различных радиостанциях, а сам диск получил награду Deutscher Schallplattenpreis, в 1983 году Ганс-Юрген Бухнер основал группу Haindling, назвав её по имени местечка, в котором он проживал. Музыкантов он нашёл через объявление в газете.
За время своего существования Haindling выпустил множество альбомов, достигнув культового статуса в Баварии. Продюсером почти всех альбомов выступал сам Бухнер, желавший сохранить в записях свой собственный музыкальный вкус. Некоторые альбомы были спродюсированы совместно с музыкантом группы Роальдом Рашнером. Наиболее известные композиции: „Lang scho nimmer g'sehn“ (1984), „Mo Mah du“ (1984), „Du Depp“ (1983), „Spinn i“ (1985), „Ganz Alloans“ (1985), "Gemein" (1985), „Schwarzer Mann“ (1985), „Es geht wieder auf“ (1987), „Ganz weit weg“ (1991), „Liebe“ (1991), „Noch in der Umlaufbahn“ (1993). Ввиду интереса Бухнера к экзотическим инструментам, в звучание группы постоянно добавляются новые элементы, в частности, африканские, тибетские и китайские мотивы.
Как группа Haindling, так и сам Бухнер, являются обладателями ряда престижных немецких музыкальных и общественных наград.

## Состав
Со дня основания до 1999 года группа играла в следующем составе:
- Ганс-Юрген Бухнер (вокал, саксофон, тенор (Tenorhorn), туба, фортепиано, клавишные, гитара, перкуссия и многие другие инструменты)
- Хайнц-Йозеф Браун (бас, туба; до 1999)
- Михаэль Браун (саксофон, труба, тенор (Tenorhorn), клавишные, перкуссия, вокал)
- Петер Эндерляйн (ударные, перкуссия)
- Райнер Кюрверс (клавишные, тенор (Tenorhorn); до 1999)
- Роальд Рашнер (фортепиано, клавишные, гитара, вокал; до 2004)

К настоящему времени Хайнц-Йозеф Браун, Райнер Кюрверс и Роальд Рашнер покинули коллектив. Вместо них в группу пришли:
- Вольфганг Гляйкснер (бас, туба, гитара, перкуссия, вокал; с 1999)
- Райнгольд Гоффман (клавишные, тенор (Tenorhorn), саксофон, гобой; с 1999)
- Михаэль Руфф (клавишные; с 2004)

## Избранная дискография

### Студийные альбомы
- Haindling 1 (1982, Polydor)
- Stilles Potpourri (1984, Polydor) (D# 32)
- Spinn i (1985, Polydor)
- Höhlenmalerei (1987, Polydor)
- Muh (1989, Polydor) (D# 68)
- 7 (1991, Polydor)
- Haindling (1993, BMG Ariola)
- Weiß (1995, BMG Ariola) (D# 43)
- Zwischenlandung (1998, BMG Ariola) (D# 41)
- Tigerentenliederchen (2000, BMG Ariola)
- Filmmusik (2000, BMG Ariola) (D# 85)
- Karussell (2002, BMG Ariola) (D# 45)
- Vivaldi & Vier Jahreszeiten (2004, BMG Ariola)
- Ein Schaf denkt nach (2009, Ariola/Sony Music)

### Записи концертных выступлений
- Meuterei (1986, Polydor)
- Perlen – Das Konzert (1996, BMG Ariola)

## Награды
- Pro meritis scientiae et litterarum (2000)
- Баварский орден «За заслуги» (2005)
- Sonderpreis des Kulturpreises Bayern (2005)[1]
- Bayerischer Poetentaler (2005) der Münchner Turmschreiber
- Großen Morisken (2008)[2]